# 実学党
実学党（じつがくとう）は、幕末期の熊本藩において、長岡是容・横井小楠・元田永孚・下津久馬・荻昌国ら藩政改革を求める藩士たちの集団のこと。「肥後実学党」「熊本実学党」とも。

## 概要
天保14年（1843年）に長岡・横井らが藩校時習館のあり方に飽き足らず自らの手で行った勉強会に由来する。大塚退野の学風を慕い、李滉（李氏朝鮮の儒学者）を範として治国安民・利用厚生・実践躬行を学問の本旨とし、そうした活動を通じて自らの内面を高めて真実を見出すことを目標としていた。これに対して、時習館の人々は「実学」追求の集団であるとする批判的な意味を込めて実学党と呼んだが、横井らは却ってこれを「内実（真実）の学問」の意味だと解釈して自らの呼称として用いた。
学校党と称された時習館の人々と実学党の人々の争いは学校党の庇護者であった筆頭家老松井章之と次席家老でもあった長岡是容との間の権力闘争に発展し、弘化4年（1847年）に松井が長岡を失脚に追い込んで学校党が勝利を収めた。だが、第三勢力と呼ぶべき勤皇党が勢力を拡大していったことにより、藩内対立は膠着状態に陥った。反主流派となった実学党と勤皇党は協力して主流派である学校党と対立した。ところが、安政2年（1855年）になって横井小楠が積極的な開国論を唱えるようになると、勤皇党の影響で攘夷論に接近しつつあった長岡是容が反発、両者は絶交状態に陥った。実学派も分裂し、家老として藩士の信頼が厚かった長岡の坪井派（藩士派）と郷士や豪農の支持を受けた横井の沼山津派（豪農派）に分裂する。やがて、安政6年（1859年）になって長岡が急逝し、横井も福井藩の招きに応じると急速に力を失った。
ところが、明治維新の際になって、佐幕派である学校党と尊王派である勤皇党の対立によって熊本藩は旗幟を鮮明にすることが出来ず両者とも力を失い、その間隙を縫って実学党の人々が台頭、明治3年（1870年）の細川護久の藩知事就任を機に実学党両派は政権を獲得した。実学党は進歩的な藩政改革を推進し、廃藩置県後も白川県（後の熊本県）の要職を占め続けたが、余りにも進歩的な改革に危機感を強めた明治政府は、明治6年（1873年）に権令安岡良亮に命じて実学党を県政から排除した。その後も実学党出身者は民間などで活躍し、一部は「民権党」に流れて学校党（のちに「熊本国権党」に発展）と対立しつつ明治期熊本政界の一大潮流を形成する一方、元田永孚のように明治天皇の侍読として重用される者もいた。